# Quadruple
Il quadruple è un termine calcistico inglese (in spagnolo cuadruplete) che indica la vittoria di quattro competizioni ufficiali da parte di una squadra nell'arco di una singola stagione sportiva o di uno stesso anno solare.

## Quadrupleintercontinentale
Di seguito sono elencate le squadre che hanno realizzato un quadruple vincendo nello stesso anno solare le seguenti competizioni:
- Campionato nazionale
- Principale coppa nazionale
- Principale coppa continentale
- Coppa del mondo per club FIFA (Coppa Intercontinentale fino al 2004)

Fino a dicembre 2023, è stato realizzato in otto occasioni, di cui due dal Barcellona:
 Ajax ( Paesi Bassi)
| Anno | Titoli                  |
| ---- | ----------------------- |
| 1972 | Eredivisie              |
| 1972 | KNVB Beker              |
| 1972 | Coppa Campioni          |
| 1972 | Coppa Intercontinentale |

 Manchester Utd ( Inghilterra)
| Anno | Titoli                  |
| ---- | ----------------------- |
| 1999 | Premier League          |
| 1999 | FA Cup                  |
| 1999 | UEFA Champions League   |
| 1999 | Coppa Intercontinentale |

 Barcellona ( Spagna)
| Anno | Titoli (*)               |
| ---- | ------------------------ |
| 2009 | Primera División         |
| 2009 | Copa del Rey             |
| 2009 | UEFA Champions League    |
| 2009 | Coppa del mondo per club |

(*) oltre alla Supercopa de España ed alla Supercoppa UEFA.
 Inter ( Italia)
| Anno | Titoli (*)               |
| ---- | ------------------------ |
| 2010 | Serie A                  |
| 2010 | Coppa Italia             |
| 2010 | UEFA Champions League    |
| 2010 | Coppa del mondo per club |

(*) oltre alla Supercoppa italiana.
 Bayern Monaco ( Germania)
| Anno | Titoli (*)               |
| ---- | ------------------------ |
| 2013 | Fußball-Bundesliga       |
| 2013 | DFB-Pokal                |
| 2013 | UEFA Champions League    |
| 2013 | Coppa del mondo per club |

(*) oltre alla Supercoppa UEFA.
 Barcellona ( Spagna)
| Anno | Titoli (*)               |
| ---- | ------------------------ |
| 2015 | Primera División         |
| 2015 | Copa del Rey             |
| 2015 | UEFA Champions League    |
| 2015 | Coppa del mondo per club |

(*) oltre alla Supercoppa UEFA.
 Bayern Monaco ( Germania)
| Anno | Titoli                   |
| ---- | ------------------------ |
| 2020 | Fußball-Bundesliga       |
| 2020 | DFB-Pokal                |
| 2020 | UEFA Champions League    |
| 2020 | Coppa del mondo per club |

(*) oltre alla Supercoppa di Germania ed alla Supercoppa UEFA.
 Manchester City ( Inghilterra)
| Anno | Titoli (*)               |
| ---- | ------------------------ |
| 2023 | Premier League           |
| 2023 | FA Cup                   |
| 2023 | UEFA Champions League    |
| 2023 | Coppa del mondo per club |

(*) oltre alla Supercoppa UEFA

## Quadruplecontinentale
L'unica squadra che nello stesso anno ha vinto il campionato nazionale, le due coppe di lega ed un torneo continentale è il Celtic. Un quadruple di questo tipo è conseguibile solo in Stati, come ad esempio il Regno Unito, in cui sono presenti due coppe nazionali.
 Celtic ( Scozia)
| Anno      | Titoli                |
| --------- | --------------------- |
| 1966-1967 | Scottish Division One |
| 1966-1967 | Scottish Cup          |
| 1966-1967 | Scottish League Cup   |
| 1966-1967 | Coppa dei Campioni    |

## Quadrupleminore
Di seguito sono elencate le squadre che hanno vinto quattro trofei comprese le supercoppe (nazionali e/o continentali) e le coppe regionali. Le vittorie così realizzate in almeno cinque competizioni sono riportate alle voci quintuple e sextuple. Il seguente prospetto riporta solo le squadre che hanno realizzato almeno un treble classico (vedi le caselle evidenziate).
| Anno | Squadra        | Paese            | Campionato nazionale            | Coppa nazionale      | Coppa di Lega             | Coppa regionale o simile          | Supercoppa nazionale          | Coppa continentale    | Supercoppa continentale | Coppa Intercontinentale Coppa del mondo per club |
| ---- | -------------- | ---------------- | ------------------------------- | -------------------- | ------------------------- | --------------------------------- | ----------------------------- | --------------------- | ----------------------- | ------------------------------------------------ |
| 2000 | Galatasaray    | Turchia          | Süper Lig                       | Coppa di Turchia     |                           |                                   |                               | Coppa UEFA            | Supercoppa UEFA         |                                                  |
| 2003 | Porto          | Portogallo       | Primeira Liga                   | Coppa del Portogallo |                           |                                   | Supertaça Cândido de Oliveira | UEFA Europa League    |                         |                                                  |
| 2004 | Porto          | Portogallo       | Primeira Liga                   |                      |                           |                                   | Supertaça Cândido de Oliveira | UEFA Champions League |                         | Coppa Intercontinentale                          |
| 2005 | Sun Hei        | Hong Kong        | Hong Kong First Division League | Hong Kong FA Cup     | Hong Kong League Cup      | Hong Kong Senior Challenge Shield |                               |                       |                         |                                                  |
| 2006 | Linfield       | Irlanda del Nord | Irish Premier League            | Irish Cup            | Irish Football League Cup | County Antrim Shield              |                               |                       |                         |                                                  |
| 2008 | Manchester Utd | Inghilterra      | Premier League                  |                      |                           |                                   | Community Shield              | UEFA Champions League |                         | Coppa del mondo per club                         |
| 2011 | Porto          | Portogallo       | Primeira Liga                   | Coppa del Portogallo |                           |                                   | Supertaça Cândido de Oliveira | UEFA Europa League    |                         |                                                  |

Le squadre che seguono hanno vinto quattro competizioni della stessa stagione sportiva o nello stesso anno solare senza aver realizzato un treble classico.
| Anno | Squadra     | Paese       | Campionato nazionale | Coppa nazionale | Coppa di Lega | Coppa regionale o simile | Supercoppa nazionale | Coppa continentale    | Supercoppa continentale | Coppa Intercontinentale Coppa del mondo per club |
| ---- | ----------- | ----------- | -------------------- | --------------- | ------------- | ------------------------ | -------------------- | --------------------- | ----------------------- | ------------------------------------------------ |
| 1977 | Liverpool   | Inghilterra | First Division       |                 |               |                          | Charity Shield       | Coppa dei Campioni    | Supercoppa UEFA         |                                                  |
| 1989 | Milan       | Italia      |                      |                 |               |                          | Supercoppa italiana  | Coppa dei Campioni    | Supercoppa UEFA         | Coppa Intercontinentale                          |
| 1992 | Barcellona  | Spagna      | Primera División     |                 |               |                          | Supercopa de España  | Coppa dei Campioni    | Supercoppa UEFA         |                                                  |
| 1994 | Milan       | Italia      | Serie A              |                 |               |                          | Supercoppa italiana  | UEFA Champions League | Supercoppa UEFA         |                                                  |
| 2014 | Real Madrid | Spagna      |                      | Copa del Rey    |               |                          |                      | UEFA Champions League | Supercoppa UEFA         | Coppa del mondo per club                         |

## Quadrupledi nazionali
Le uniche Nazionali ad aver conseguito un quadruple — tramite la vittoria di quattro titoli consecutivi — sono l'Italia e l’Argentina :
- Italia: Coppa del mondo 1934, Coppa Internazionale 1933-1935, Olimpiadi 1936, Coppa del mondo 1938.[3]
- Argentina: Copa América 2021, Coppa dei Campioni CONMEBOL-UEFA 2022, Coppa del mondo 2022, Copa América 2024.

L'evoluzione storica delle competizioni — coincisa, tra l'altro, con l'abolizione di Coppa Internazionale e FIFA Confederations Cup nonché con la partecipazione ai Giochi olimpici di formazioni con atleti d'età pari o inferiore ai 23 anni — ha circoscritto la possibilità di realizzare un quadruple alle vittorie consecutive del titolo mondiale e continentale (una delle quali da compiersi in due occasioni) unitamente ad altri trofei, quali per esempio la UEFA Nations League.

## Quadrupledi Nazioni
Si verifica quando due o tre squadre di una nazione si aggiudicano nella stessa stagione quattro tornei internazionali.

### Europa (UEFA)
| Anno | Paese       | Coppa dei Campioni UEFA Champions League | Coppa delle Coppe UEFA | Coppa UEFA UEFA Europa League | Supercoppa UEFA | Coppa Intercontinentale Coppa del mondo per club FIFA |
| ---- | ----------- | ---------------------------------------- | ---------------------- | ----------------------------- | --------------- | ----------------------------------------------------- |
| 1989 | Italia      | Milan                                    |                        | Napoli                        | Milan           | Milan                                                 |
| 1990 | Italia      | Milan                                    | Sampdoria              | Juventus                      | Milan           | Milan                                                 |
| 2014 | Spagna      | Real Madrid                              |                        | Siviglia                      | Real Madrid     | Real Madrid                                           |
| 2015 | Spagna      | Barcellona                               |                        | Siviglia                      | Barcellona      | Barcellona                                            |
| 2016 | Spagna      | Real Madrid                              |                        | Siviglia                      | Real Madrid     | Real Madrid                                           |
| 2018 | Spagna      | Real Madrid                              |                        | Atlético Madrid               | Atlético Madrid | Real Madrid                                           |
| 2019 | Inghilterra | Liverpool                                |                        | Chelsea                       | Liverpool       | Liverpool                                             |

Va fatto notare che, dopo l'abolizione della Coppa delle Coppe UEFA nel 1999, questo è stato il massimo risultato possibile in fatto di vittorie multiple di trofei internazionali fino al 2021, quando è partita la nuova terza competizione europea stagionale, la Conference League.

Italia, Spagna e Inghilterra sono le sole nazioni ad aver conseguito almeno una volta questo risultato. La Spagna è l'unica nazione ad aver ottenuto questo risultato per tre anni consecutivi e ad averlo realizzato con due squadre della stessa città (Real Madrid e Atletico Madrid, nel 2018).